# Saison 2 de Mes parrains sont magiques
Chronologie
Saison 1 Saison 3
La deuxième saison de Mes parrains sont magiques, ou Tes désirs sont désordres au Québec, est initialement diffusée aux États-Unis le 12 décembre 2001 sur Nickelodeon et s'achève le 1er août 2003. La série est créée par Butch Hartman, et produite par Frederator Studios. La série Mes parrains sont magiques est également l'une des séries Nickelodeon les plus longues, après Les Razmoket et Bob l'éponge.

## Production

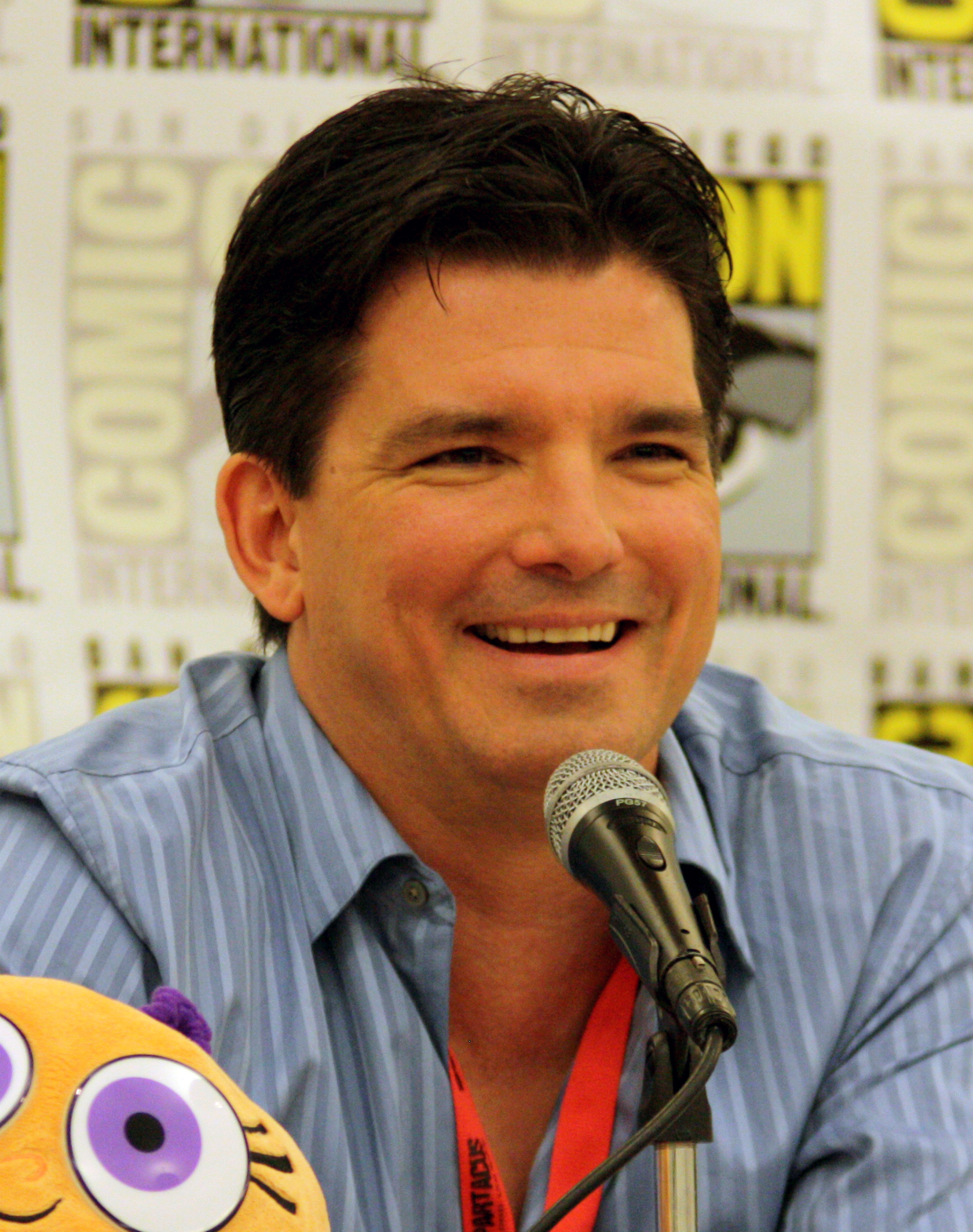
Butch Hartman, créateur de la série.

Le producteur de la série, Butch Hartman, crée Mes parrains sont magiques en tant que court-métrage intitulé Parrains magiques (Fairy Godparents), l'une des 39 séries d'animation diffusées dans l'émission Oh Yeah! Cartoons de Fred Seibert. Nickelodeon commande six épisodes qui seront diffusés pour la première fois sur la chaîne le 30 mars 2001, une demi-heure avant la diffusion de la série Invader Zim. Le 11 avril 2006, la chaîne britannique Nicktoons UK diffuse neuf courts-métrages Oh Yeah! Cartoons de la série en trois épisodes. 
Dès les premières diffusions, Mes parrains sont magiques devient populaire, encore plus que la série Invader Zim. Nickelodeon gagne de l'audience au fur et à mesure des diffusions. La popularité de la série est en partie due à Bob l'éponge. Autre que Bob l'éponge, cette série est classée comme l'une des meilleures séries à hautes audiences. Entre 2002 à 2003, le public s'agrandit considérablement, et parvient à dépasser Bob l'éponge en matière d'audience.

## Épisodes
| No. de série | No. de saison | Titre                                               | Scénario                                    | Réalisation                                   | Date de diffusion | Date de diffusion | Code prod. |
| --- | ------------- | --------------------------------------------------- | ------------------------------------------- | --------------------------------------------- | ----------------- | ----------------- | ---------- |
| 7 | 1             | Christmas Everyday Noël chaque jour                 | Butch Hartman                               | Butch Hartman & Steve Marmel                  | 9 décembre 2001   |                   | 201        |
| Timmy est heureux de passer Noël à la maison car c'est le seul jour où ses parents restent pour s'occuper de lui. Il va alors souhaiter que Noël dure indéfiniment, une situation qui tourne au cauchemar chez les humains et les fées. |               |                                                     |                                             |                                               |                   |                   |            |
| 8 | 2a            | Popstar Boys in the Band                            | Butch Hartman                               | Butch Hartman & Steve Marmel                  | 1er mars 2002     |                   | 202a       |
| Timmy devient jaloux de l'idole des adolescents de Dimmsdale, Patrick Truel, lorsque celui doit jouer pendant le jour de son anniversaire. Hors de lui, Timmy souhaite le retenir en otage chez lui ; Vicky tombe, elle, amoureux de Patrick. |               |                                                     |                                             |                                               |                   |                   |            |
| 8 | 2b            | Un passe dangereux Hex Games                        | Butch Hartman                               | Tim O'Rourke                                  | 1er mars 2002     |                   | 202b       |
| Vicky, l'une des meilleures skateuses du skate park, est défié par Timmy ; si elle gagne, le skate park aura des limitations de vitesse, mais si Timmy gagne, le skate park appartiendra à tous les enfants de la ville. |               |                                                     |                                             |                                               |                   |                   |            |
| 9 | 3a            | Le Nouveau Jouet de Timmy Boy Toy                   | Butch Hartman                               | Butch Hartman & Steve Marmel                  | 8 mars 2002       |                   | 203a       |
| Timmy souhaite prendre la même taille que sa figurine d'action préférée, Costaud Man ; de son côté, Tootie, la petite sœur de Vicky, capture Cosmo et Wanda (qui ont pris la forme de poupées), et Timmy doit s'aventurer dans la maison de Vicky pour les récupérer.                                                                               |               |                                                     |                                             |                                               |                   |                   |            |
| 9 | 3b            | L'Inspection Inspection Detection                   | Butch Hartman                               | Spencer Green                                 | 8 mars 2002       |                   | 203b       |
| Du fait que Timmy ait souhaité obtenir des objets volés (par coïncidence), Timmy est accusé de vol à l'étalage. Jorgen Von Strangle vient pour inspecter Cosmo et Wanda, mais s'ils échouent, Timmy ne sera plus leur neveu. Entretemps, Timmy essaye de prendre le vrai voleur sur le fait, Francis.                                               |               |                                                     |                                             |                                               |                   |                   |            |
| 10 | 4a            | Vive l'action Action Packed                         | Tracy Berna & Steve Marmel                  | John Fountain & Butch Hartman                 | 22 mars 2002      |                   | 204a       |
| Après avoir regardé une série d'action inspirée de comics, il souhaite vivre les mêmes aventures dans la vraie vie. |               |                                                     |                                             |                                               |                   |                   |            |
| 10 | 4b            | Monsieur Je-sais-tout Smarty Pants                  | Butch Hartman & John Fountain               | Tracy Berna                                   | 22 mars 2002      |                   | 204b       |
| Timmy souhaite devenir l'enfant le plus intelligent au monde, mais la situation se complique lorsqu'il entre en compétition avec Arthur, et en perd son intelligence. |               |                                                     |                                             |                                               |                   |                   |            |
| 11 | 5a            | Invisible Timvisible                                | Butch Hartman                               | Butch Hartman & Steve Marmel                  | 26 avril 2002     |                   | 205a       |
| Timmy souhaite devenir invisible pour permettre à Francis de ne pas le frapper. Mais Crocker veut démontrer que les parrains existent. |               |                                                     |                                             |                                               |                   |                   |            |
| 11 | 5b            | Le Parc d'attraction That Old Black Magic           | Sarah Frost & Butch Hartman                 | Butch Hartman & Steve Marmel                  | 26 avril 2002     |                   | 205b       |
| Les anti-parrains créent le trouble le vendredi 13. |               |                                                     |                                             |                                               |                   |                   |            |
| 12 | 6a            | Les Inventions de papa Super Bike                   | Butch Hartman                               | Jack Thomas                                   | 10 mai 2002       |                   | 206a       |
| Timmy souhaite un super vélo mais malheureusement l'engin est trop puissant pour lui. |               |                                                     |                                             |                                               |                   |                   |            |
| 12 | 6b            | On échange les rôles A Mile In My Shoes             | Gary Conrad & Butch Hartman                 | Tim O'Rourke, Butch Hartman & Steve Marmel    | 10 mai 2002       |                   | 206b       |
| Timmy trouve que ses parrains ont la vie trop facile. Ils échangent leurs rôles toute la journée. |               |                                                     |                                             |                                               |                   |                   |            |
| 13 | 7a            | Le Champion de baseball Foul Balled                 | John Fountain & Butch Hartman               | Butch Hartman & Steve Marmel                  | 7 juin 2002       |                   | 207a       |
| Timmy souhaite que Charlie gagne à tous les championnats de base-ball. |               |                                                     |                                             |                                               |                   |                   |            |
| 13 | 7b            | Fracasseur de crâne The Boy Who Would Be Queen      | Butch Hartman & Sarah Frost                 | Butch Hartman & Steve Marmel                  | 7 juin 2002       |                   | 207b       |
| Timmy devient une fille pour savoir quoi offrir à Kathy. |               |                                                     |                                             |                                               |                   |                   |            |
| 14 | 8a            | Week–end catastrophe Totally Spaced Out             | John Fountain & Butch Hartman               | Steve Marmel & Jack Thomas                    | 12 juin 2002      |                   | 208a       |
| Vicky est kidnappée. Sans elle, ses nouveaux baby-sitters sont un couple travaillant dans un centre trop sécurisé. |               |                                                     |                                             |                                               |                   |                   |            |
| 14 | 8b            | La Vengeance de Vicky The Switch Glitch             | Gary Conrad & Butch Hartman                 | Butch Hartman, Steve Marmel & Jenny Nissenson | 16 juin 2002      |                   | 208b       |
| Timmy inverse les rôles entre Vicky et lui, mais maintenant qu'elle est une enfant, c'est elle qui hérite de Cosmo et Wanda. |               |                                                     |                                             |                                               |                   |                   |            |
| 15 | 9a            | Surménage Mighty Mom & Dyno Dad                     | John Fountain & Butch Hartman               | Butch Hartman & Steve Marmel                  | 6 septembre 2002  |                   | 209a       |
| Les parents de Timmy deviennent des super-héros. |               |                                                     |                                             |                                               |                   |                   |            |
| 15 | 9b            | Les Petits Visiteurs Knighty Knight                 | Sarah Frost & Butch Hartman                 | Butch Hartman, Steve Mamrel & Jack Thomas     | 6 septembre 2002  |                   | 209b       |
| Timmy devient un chevalier. |               |                                                     |                                             |                                               |                   |                   |            |
| 16 | 10a           | Le Défi de Cosmo Fairy Fairy Quite Contrary         | John Fountain & Butch Hartman               | Jack Thomas, Butch Hartman & Steve Marmel     | 13 septembre 2002 |                   | 210a       |
| Un enfant riche arrive en ville avec son parrain, un ex de Wanda. |               |                                                     |                                             |                                               |                   |                   |            |
| 16 | 10b           | Nectar de chaussettes Nectar of The Odds            | Sarah Frost & Butch Hartman                 | Jack Thomas                                   | 13 septembre 2002 |                   | 210b       |
| Timmy vend de la limonade trafiquée avec l'aide de la baguette de Cosmo. Dès lors, les souhaits se réalisent tous. |               |                                                     |                                             |                                               |                   |                   |            |
| 17 | 11a           | Timmy président Hail To The Chief                   | Gary Conrad & Butch Hartman                 | Steven Banks, Jack Thomas & Steve Marmel      | 27 septembre 2002 |                   | 211a       |
| Timmy souhaite devenir président. |               |                                                     |                                             |                                               |                   |                   |            |
| 17 | 11b           | L'Exposé Twistory                                   | Gary Conrad & Butch Hartman                 | Butch Hartman, Steve Marmel & Jack Thomas     | 27 septembre 2002 |                   | 211b       |
| Timmy souhaite que les grandes figures d'Amérique viennent l'aider à finir un devoir. |               |                                                     |                                             |                                               |                   |                   |            |
| 18 | 12a           | Poisson d'avril Fool's Day Out                      | Gary Conrad & Butch Hartman                 | Jack Thomas, Butch Hartman & Steve Marmel     | 11 octobre 2002   |                   | 212a       |
| Timmy et ses amis doivent arrêter un vilain, qui commet des farces machiavéliques. |               |                                                     |                                             |                                               |                   |                   |            |
| 18 | 12b           | Déjà vu Deja Vu                                     | Butch Hartman                               | Jack Thomas, Butch Hartman & Steve Marmel     | 11 octobre 2002   |                   | 212b       |
| Timmy souhaite une montre lui permettant de revivre chaque moment fort, mais Vicky va la voler. |               |                                                     |                                             |                                               |                   |                   |            |
| 19 | 13            | L'Halloween Scary Godparents                        | Butch Hartman & Steve Marmel                | Sarah Frost, John Fountain & Butch Hartman    | 29 octobre 2002   |                   | 213        |
| Timmy et ses amis fêtent Halloween. |               |                                                     |                                             |                                               |                   |                   |            |
| 20 | 14a           | Tout le monde fait ce qu'il veut! Ruled Out         | Gary Conrad                                 | Karin Gutman                                  | 8 novembre 2002   |                   | 214a       |
| Timmy, fatigué d'obéir aux règles de ses parents, souhaite des parents moins exigeants. Cependant, lorsque ses parents arrêtent d'obéir aux règles, Timmy découvre que la responsabilité est importante. |               |                                                     |                                             |                                               |                   |                   |            |
| 20 | 14b           | Une souris très en colère That's Life!              | Spencer Green, Butch Hartman & Steve Marmel | Sarah Frost & Butch Hartman                   | 8 novembre 2002   |                   | 214b       |
| Pour aider à gagner le concours du meilleur potager de Dimmsdale, Timmy souhaite redonner de la vie au jardin, mais rend accidentellement vie sa gerbille, Eddie, qui a été enterrée dans le jardin. La gerbille, tentera de se venger de Timmy, avant de se rendre compte que les parents de Timmy étaient responsables de sa mort par négligence. |               |                                                     |                                             |                                               |                   |                   |            |
| 21 | 14a           | Super Dents Shiny Teeth                             | Butch Hartman                               | Butch Hartman & Steve Marmel                  | 30 novembre 2002  |                   | 215a       |
| Avant le tournage de son vidéoclip, Patrick Truel se rend chez le dentiste Dr. Bender, qui lui retire toutes ses dents. Timmy doit alors contacter la Fée des dents afin d'aider Truel. |               |                                                     |                                             |                                               |                   |                   |            |
| 21 | 15b           | À la reconquête de l'ouest Odd, Odd West            | John Fountain & Butch Hartman               | Steve Marmel & Jack Thomas                    | 30 novembre 2002  |                   | 215b       |
| Timmy et visitent l'ancien Far-ouest et doivent affronter Vicky. |               |                                                     |                                             |                                               |                   |                   |            |
| 22 | 16a           | Le Salon de la magie Cosmo Con                      | Wincat Alcala & Butch Hartman               | Scott Fellows & Jack Thomas                   | 10 janvier 2003   |                   | 216a       |
| Cosmo a une chance de gagner en popularité dans le monde féérique, et décide alors d'organiser une grande convention de magie dans la salle de bain de Timmy. Néanmoins, la visite de M. Crocker va tout chambouler. |               |                                                     |                                             |                                               |                   |                   |            |
| 22 | 16b           | Wanda part en congés Wanda's Day Off!               | Sarah Frost & Butch Hartman                 | Jack Thomas                                   | 10 janvier 2003   |                   | 216b       |
| Wanda prend un jour de congé, tandis que Cosmo et Timmy lui promettent de ne pas abuser de vœux inutiles et dangereux. Seulement, l'un de ces vœux s'avère devenir incontrôlable. |               |                                                     |                                             |                                               |                   |                   |            |
| 23 | 217           | Pour le cœur d'une belle Information Stupor Highway | Butch Hartman, Steve Marmel & Jack Thomas   | John Fountain, Gary Conrad & Butch Hartman    | 20 janvier 2003   |                   | 217        |
| |               |                                                     |                                             |                                               |                   |                   |            |
| 24 | 218a          | Les Supers Métiers Odd Jobs                         | Gary Conrad                                 | Scott Fellows                                 | 27 janvier 2003   |                   | 218a       |
| Cosmo et Wanda créent un site magique permettant au père de Timmy d'avoir un nouveau travail, mais Timmy réalise que la popularité est moins importante que l'amour d'un père. |               |                                                     |                                             |                                               |                   |                   |            |
| 24 | 218b          | Action! Movie Magic                                 | Wincat Alcala & Butch Hartman               | Scott Fellows & Jack Thomas                   | 27 janvier 2003   |                   | 218b       |
| Timmy veut créer le film parfait afin d'impressionner Katie. |               |                                                     |                                             |                                               |                   |                   |            |
| 25 | 219           | Saint-Valentin Love Struck!                         | Sarah Frost, Gary Conrad & Butch Hartman    | Butch Hartman, Scott Fellows & Steve Marmel   | 14 février 2003   |                   | 219        |
| Rejeté par Katie le jour de la Saint-Valentin, Timmy souhaite séparer les hommes et les femmes, et créer deux mondes distincts séparé par un mur. Malheureusement, du fait que l'amour ne filtre plus, Cupidon meurt à petit feu. |               |                                                     |                                             |                                               |                   |                   |            |
| 26 | 220a          | Microphonie MicroPhony                              | Gary Conrad                                 | Butch Hartman, Steve Marmel & Scott Fellows   | 1er août 2003     |                   | 220a       |
| Timmy se sert d'un micro pour impressionner Vicky en devenant animateur radio. |               |                                                     |                                             |                                               |                   |                   |            |
| 26 | 220b          | Spacialement vôtre, le retour So Totally Spaced Out | Sarah Frost & Butch Hartman                 | Steve Marmel & Jack Thomas                    | 1er août 2003     |                   | 220b       |
| Timmy aide Mark Chang contre des aliens. |               |                                                     |                                             |                                               |                   |                   |            |